# Scolopendra latro
Scolopendra latro är en mångfotingart som beskrevs av Frederik Vilhelm August Meinert 1886. Scolopendra latro ingår i släktet Scolopendra och familjen Scolopendridae. Inga underarter finns listade i Catalogue of Life.